# Сейхас, Мигель
Мигель Анхель Сейхас Костас (исп. Miguel Ángel Seijas Cuestas; 20 мая 1930, Монтевидео) — уругвайский спортсмен (академическая гребля), бронзовый призёр летних Олимпийских игр в Хельсинки (1952).

## Биография
На летних Олимпийских играх 1952 года в Хельсинки (Финляндия) занял третье место среди парных двоек в паре с Хуаном Родригесом (с результатом 7:43.7).
На летних Олимпийских играх 1956 года в Мельбурне (Австралия) соревновался в паре с Пауло Карвало, однако выбыл в первом же раунде соревнований.